# Iding Soemita

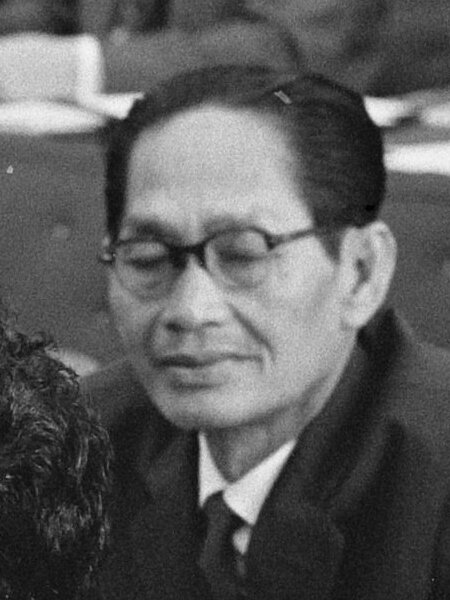
Iding Soemita, 1962

Iding Soemita (Cikatomas, Tasikmalaya (West-Java) 3 april 1908 – Suriname, 18 november 2001) was leider van de Surinaamse politieke partij Kaum Tani Persatuan Indonesia ("Verenigde Indonesische Boeren" - KTPI) en vader van de latere partijvoorzitter Willy Soemita.
Soemita werd geboren in 'de Preanger' (de in Nederlands-Indië gebruikte aanduiding voor het bergland ten zuiden van de zogenaamde 'Ommelanden' rond Batavia tot aan de Indische Oceaan; tegenwoordig ook weer aangeduid als Priangan naast Preanger, deel van de huidige provincie West-Java, met als hoofdstad Bandung). Soemita emigreerde op zeventienjarige leeftijd naar Suriname. Hij arriveerde daar op 25 oktober 1925. In april 1949 richtte hij de KTPI op en werd voorzitter. In mei van dat jaar, bij de eerste verkiezingen met algemeen kiesrecht in Suriname, behaalde de partij 2 parlementszetels. Soemita nam er één in. Als vertegenwoordiger van de Javaanse bevolkingsgroep in Suriname nam hij diverse malen deel aan besprekingen met Nederland over Surinames autonomie.
Iding Soemita wordt gezien als de eerste uitgesproken politieke leider van de Javanen in Suriname. Hij maakte strategisch gebruik van de tussenpositie die zijn partij in elke regeringscoalitie innam. In de jaren zestig trad hij terug uit de politiek. De partijleiding ging over op zijn zoon Willy.
- International Standard Name Identifier: 0000 0003 9406 068X
- Nederlandse Thesaurus van Auteursnamen: 322374022
- Virtual International Authority File: 288489316